# Pocillomonas
Pocillomonas, monotipski rod zelenih algi u porodici Pyramimonadaceae, dio reda Pyramimonadales. Jedina vrsta je alga P. flos-aquae, pronađena u Bugarskoj.

## Opis
Jajoliki do cilindrični bičevi s prednjim udubljenjem, iz kojeg izlazi različit broj bičeva, obično 6(5-9). Svaka stanica sa stražnje strane sadrži velik broj diskastih ili izduženih plastida. Wavrik (1975) ih je protumačio kao cijanele. Brojna zrnca škroba okružuju središnje smještenu jezgru. Izdužena ili okrugla stigma leži u prednjem dijelu stanice ili blizu sredine, ili je nema. Nedostaju pirenoidi. Dvije kontraktilne vakuole. Stanica prekrivena tankim slojem sluzi koja sadrži brojne sluzave štapiće dobro vidljive nakon sušenja ili nakon bojenja metil violetom. Poznate su zaobljene ciste (stadije mirovanja). Spolno razmnožavanje nepoznato. Sudeći prema 2 prijavljena nalaza (slatka voda bogata hranjivim tvarima u blizini Königsberga, Istočna Pruska, sada Kalinjingrad, Rusija, i u Austriji), ovaj slabo proučeni flagelat živi u vrlo eutrofnoj stajaćoj ili tekućoj slatkoj vodi.